# Valmet RM 2

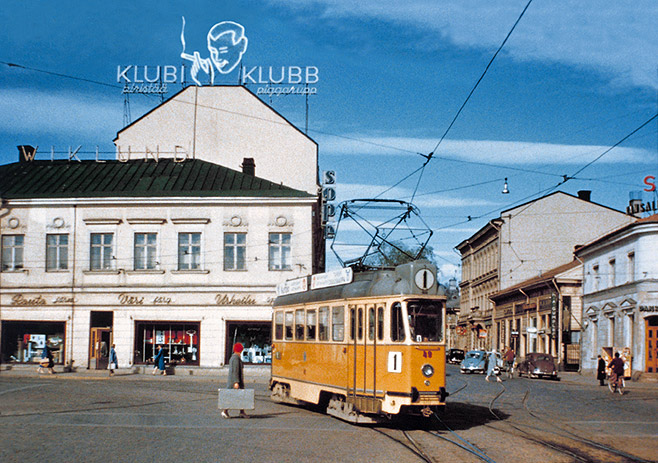
Spårvagn nr 49 på linje 1 på Salutorget i Åbo 1959. Spårvagnen vände åt sydöst från Köpmansgatan och in på Eriksgatan.

Valmet RM 2 var en typ spårvagnar med två boggier som var i trafik vid Åbo stads trafikverk. Denna spårvagnsklass var den sista som införskaffades för Åbo spårvägar och byggdes i åtta exemplar av Valmet 1956. 
Samtliga RM 2-spårvagnar avfördes i juni 1972 i och med nedläggandet av Linje 2. Samtliga har skrotats, de senaste på 1980-talet.

## Konstruktion
Spårvagnarna var utvecklade från Karia HM IV- och Valmet RM 1-klasserna, som byggts för Helsingfors spårvägar. RM 2 var kortare och smalare än spårvagnarna i Helsingfors och saknade mittdörrar. RM 2-klassen hade ett säte på ömse sidor om mittgången för att ta fler passagerare totalt. Konstruktionen gjordes i samarbete med Tampella och Strömberg, vilka levererade boggier respektive elektrisk utrustning. Boggierna och gummidämpade hjul gjorde att spårvagnarna var mycket tystgående, vilket ledde till att de fick smeknamnet "spökspårvagnar" (finska: "aavevaunut"). 
Under tidigt 1950-tal, när Åbo stad gjorde sin beställning, pågick stridigheter inom beslutsfattande organ i Åbo om spårvägsnätet skulle uppgraderas till snabbspårvägsstandard ("light rail") alternativt läggas ned. RM 2-konstruktionen utformades därför med möjlighet att öka den högsta hastigheten till 90 km/h.

## Drift
De åtta RM 2-spårvagnarna levererades 1956 och var inledningsvis i drift på alla Åbo spårvägars tre linjer. Det visade sig dock att de var för långa för att passa somliga kurvor på ringlinjen 3, och de användes därför senare enbart på linjerna 1 och 2.
Linje 1 lades ned 1967, Linje 3A 1971 och Linje 2 i juni 1972. Den återstående Linje 3B trafikerades av äldre spårvagnar från 1930-talet och tidigt 1950-tal.